# Morbach (Dhron)
Der Morbach ist ein etwa 31⁄2 km langer Bach des Hunsrücks und ein linker Zufluss der Dhron im Ortsbezirk Morbach der Gemeinde Morbach im rheinland-pfälzischen Landkreis Bernkastel-Wittlich.

## Geographie

### Verlauf
Der Bach entspringt auf etwa 619 m ü. NHN im Hangwald südlich von Morbach unterhalb des Kammsattels zwischen Sensweiler Höhe und Usarkopf. Er fließt anfangs in nordwestlicher Richtung durch den Ortelbruch, unterquert noch im Wald die Trasse der Hunsrückquerbahn und erreicht dann in offener Landschaft die Schmausemühle, ein Kulturdenkmal (siehe Liste der Kulturdenkmäler in Morbach). Von dort an fließt er nordwärts, passiert weitere Mühlenanwesen und durchläuft bald und lange den Ort Morbach. Anschließend unterquert er die Hunsrückhöhenstraße (Bundesstraße 327) und fließt auf etwa 415 m ü. NHN von links in die Dhron ein.
Der Morbach mündet nach 3,5 km langem Weg mit mittlerem Sohlgefälle von etwa 58 ‰ rund 204 Höhenmeter unterhalb seiner Waldquelle. Vor allem im Bereich des Idarwaldes laufen ihm einige sämtlich tiefer entspringende Nebenbäche zu.

### Einzugsgebiet
Das Wassereinzugsgebiet des Morbachs umfasst 4,5 km². Sein oberer Teil gehört naturräumlich zum Unterraum Idarwald des Hoch- und Idarwaldes, darin liegt an der Ostspitze auf dem Kamm des Idarwaldes im Bereich der Sensweiler Höhe der mit etwa 733 m ü. NHN höchste Punkt sowie der Bachursprung und ein kleines Anfangsstück des Laufes. Der mittlere und untere Teil des Einzugsgebietes gehören dagegen zur Morbacher Mulde im Unterraum Mittlere Hunsrückhochfläche der Hunsrückhochfläche.
Reihum grenzen die Einzugsgebiete der folgenden Nachbargewässer an:
- An der Nordostseite fließt mündungsnah ein kurzer Zufluss im Morbacher Ortsbereich etwa parallel zur bei Neumagen-Dhron in die Mosel mündende Dhron, etwas weiter dhronaufwärts der Erbach, der im Bereich des Oberhangs konkurriert;
- im Südosten jenseits des Idarwald-Kammes führt ein Waldbach genannter Oberlauf des Steinbachs den Abfluss über den Idarbach zur Nahe, die höher als die Mosel in den Rhein mündet;
- im Südwesten liegt das Quellgebiet des westwärts laufenden Gutenthalerbachs, der rechter Oberlauf des Schalesbachs ist, eines viel tieferen Dhron-Zuflusses;
- ein erst in offener Flur unterhalb des Idarwaldfußes entspringender Bach vermutlich des Namens Rötgenbach fließt parallel zum Morbach-Unterlauf wenig abwärts des Dorfes Morbach in die Dhron.

## Wappen
Das Wappen der ehemaligen Gemeinde Morbach nimmt Bezug auf den Morbach.